# Discographie de Dmitri Chostakovitch
La discographie de Dmitri Chostakovitch est l'ensemble des œuvres enregistrées sur divers supports par le compositeur lui-même, qui, pianiste de formation, n'a enregistré que sa propre musique.
| œuvre(s)                                                                  | autres interprètes                                                                           | lieu                                            | date               | label | note |
| ------------------------------------------------------------------------- | -------------------------------------------------------------------------------------------- | ----------------------------------------------- | ------------------ | --- | --- |
| Dixième symphonie, op. 93                                                 | Moisei Vainberg (primo) et Chostakovitch (secondo)                                           | Moscou                                          | 15 février 1954    | LP Melodiya M10 39079-80, Le Chant du Monde LDC 278 1000, Revelation RV 70002                                | Transcription pour piano à 4 mains de la dixième symphonie par le compositeur. |
| Concerto pour piano, trompette et orchestre à cordes en do mineur, op. 35 | Josef Volovnik (trompette), Orchestre Philharmonique de Moscou dir. Samuel Samosud           | Moscou, Grande salle du Conservatoire (concert) | 25 septembre 1954  | LP Melodiya M10 39073-4, Russian Disc RDCD 15 005, Revelation RV 70006                                       | |
| Concerto pour piano, trompette et orchestre à cordes en do mineur, op. 35 | Ludovic Vaillant (trompette), Orchestre national de France dir. André Cluytens               | Paris, salle Wagram                             | 25-26 mai 1958     | LP Columbia FCX 769, EMI "Composers in Person" CDC7 54606-2                                                  | |
| Concerto pour piano nº 2 en fa majeur, op. 102                            | Orchestre symphonique de la radio de Moscou, dir. Alexander Gauk                             | Moscou (concert)                                | 27 novembre 1957   | LP MK D 201, Russian Disc RDCD 15 005, Revelation RV 70006                                                   | |
| Concerto pour piano nº 2 en fa majeur, op. 102                            | Orchestre national de France, dir. André Cluytens                                            | Paris, salle Wagram                             | 30 mai 1958        | LP Columbia FCX 769, EMI "Composers in Person" CDC7 54606-2, "André Cluytens Accompagnateur" 4CD 573180-2    | |
| Sonate pour violoncelle et piano, op. 40                                  | Daniil Chafran (violoncelle)                                                                 | Moscou                                          | 12 novembre 1946   | LP Melodiya M10 42045-6, Revelation RV 10017, Dante LYS 369-370, Eclectra ECCD 2046                          | |
| Sonate pour violoncelle et piano, op. 40                                  | Mstislav Rostropovitch (violoncelle)                                                         | Moscou                                          | 15 décembre 1957   | LP MK D 4102-3, Russian Disc RDCD 15 005, EMI "Rostropovich, The Russian Years, 1950-74" CZS5 72016-2        | |
| Quintette pour piano et cordes, op. 57                                    | Quatuor Beethoven                                                                            | Moscou                                          | 1940               | Multisonic MU 31 01 79-2                                                                                     | Création le 23 novembre 1940. |
| Quintette pour piano et cordes, op. 57                                    | Quatuor Borodine                                                                             |                                                 | 1950               | Vogue "Archives Soviétiques" 651023                                                                          | |
| Quintette pour piano et cordes, op. 57                                    | Quatuor Beethoven                                                                            | Moscou (concert)                                | 29 mars 1955       | LP Mezhdunaródnaya Kniga MK D 2620-1, Le Chant du Monde LDC 278 1000, Revelation RV 70005, Dante LYS 369-370 | |
| Trio en mi mineur n° 2, op. 67                                            | Membres du Quatuor Beethoven : Dmitri Tsyganov (ru) (violon), Sergeï Shirinski (violoncelle) | Moscou                                          | 1945               | 78t 13160-9, Revelation RV 70007                                                                             | |
| Trio en mi mineur n° 2, op. 67                                            | David Oïstrakh (violon), Milos Sadlo (violoncelle)                                           | Prague (concert)                                | 26 mai 1947        | 78t Ultraphon G 14927-9, Doremi OHR 7701, Revelation RV 70006, Dante LYS 369-370, Eclectra ECCD 2046         | |
| Sonate pour violon et piano, op. 134                                      | David Oïstrakh (violon)                                                                      | Moscou                                          | décembre 1968      | LP Melodiya M10 42045-6, Revelation RV 70008, Eclectra ECCD 2046                                             | Enregistrement sur bande amateur, effectué dans l'appartement de Chostakovitch. |
| Trois Danses fantastiques, op. 5                                          |                                                                                              | Prague                                          | 1946               | LP Mercury MG 10035                                                                                          | |
| Trois Danses fantastiques, op. 5                                          |                                                                                              |                                                 | 1947               | LP Melodiya "D. Chostakovitch Pianiste" M10 39075-6, Olympia OCD 208, Revelation RV 70008                    | |
| Trois Danses fantastiques, op. 5                                          |                                                                                              | Paris, Salle Wagram                             | 12 septembre 1958  | LP Columbia FCX 769, EMI "Composers in Person" CDC7 54606-2                                                  | |
| 24 Préludes, op. 34                                                       |                                                                                              | Moscou                                          | 1944               | 78t 11992-3, Revelation RV 70007 (nos 8, 22)                                                                 | Les nos 22, 8, 14 et 15 |
| 24 Préludes, op. 34                                                       |                                                                                              | Prague                                          | juillet 1946       | LP Mercury MG 10035                                                                                          | Les nos 8, 14-19 et 24 |
| 24 Préludes, op. 34                                                       |                                                                                              |                                                 | 1947               | 78t 01461 6-7                                                                                                | Les nos 16, 22 et 23 |
| 24 Préludes, op. 34                                                       |                                                                                              |                                                 | 1947               | LP Melodiya M10 39075-6, Revelation RV 70007 (nos 14-19 et 24)                                               | Les nos 14, 15, 24, 8, 17-19 |
| 24 Préludes, op. 34                                                       |                                                                                              |                                                 | juillet 1950       | Revelation "Shostakovich plays Shostakovich, Vol. 6" RV 70007                                                | Les nos 8, 22 et 23 |
| Cahier d'enfant , op. 69                                                  |                                                                                              | Prague                                          | 1946               | LP Mercury MG 1 0035, LP Melodiya M10 39075-6, Revelation "Shostakovich plays Shostakovich, Vol. 6" RV 70007 | Un enregistrement dans lequel Chostakovitch annonce les titres des pièces. |
| 24 préludes et fugues, op. 87                                             |                                                                                              | Moscou                                          | 6 décembre 1951    | (no 23) 78t 21388-9                                                                                          | nos 1, 3, 5 et 23 |
| 24 préludes et fugues, op. 87                                             |                                                                                              | Moscou                                          | 5 février 1952     | LP Mezhdunaródnaya Kniga MK D 873-4, Revelation RV 70003 (16-18, 20 et 22-24)                                | nos 2, 4, 20 et 24 |
| 24 préludes et fugues, op. 87                                             |                                                                                              | Moscou                                          | 14/19 février 1952 | LP Mezhdunaródnaya Kniga MK D 873-4, Revelation RV 70003 (16-18, 20 et 22-24)                                | nos 6, 7, 8, 12, 13, 14, 16 et 22 |
| 24 préludes et fugues, op. 87                                             |                                                                                              | Moscou                                          | c.1956             | | nos 17 et 18 |
| 24 préludes et fugues, op. 87                                             |                                                                                              | Paris, salle Wagram                             | 15 mai 1958        | LP Columbia FCX 771, EMI "Composers in Person" CDC7 54606-2                                                  | nos 1, 4, 5, 6, 13, 14, 18, 23 et 24. Cependant dans cette dernière session, seuls les enregistrements des 1er, 4e, 5e et 23e préludes et fugues sont disponibles ("Composers in Person") ; le 24e ajouté sur le disque compact, provenant de la session Parlophone. |
| 24 préludes et fugues, op. 87                                             |                                                                                              | Moscou                                          | juillet 1958       | LP Parlophone PMC 1056                                                                                       | nos 24, 7, 8, 6, 22 et 20. |
| 24 préludes et fugues, op. 87                                             |                                                                                              | Moscou                                          | 1960               | LP Mezhdunaródnaya Kniga MK D 06459-60, Le Chant du Monde LDC 278 1000                                       | nos 5, 23, 3, 16, 6, 7, 20 et 2 – Au total, Chostakovitch a enregistré dix-huit de ses préludes et fugues, manquent les nos 9, 10, 11, 15, 19 et 21. |

## Sources
- (en) Derek C. Hulme, Dmitri Shostakovich : A Catalogue, Bibliography, and Discography, Lanham, Scarecrow Press, 2010, 4e éd. (1re éd. 1982), 822 p. (ISBN 978-0-8108-7264-6, OCLC 763129483)